# Kill Bill (filmová série)
Kill Bill je filmová série amerického režiséra a scenáristy Quentina Tarantina, obsahující dva snímky. Původně měl být Kill Bill uveden do kin jako jeden film, kvůli jeho délce přes čtyři hodiny ale byl rozdělen do dvou dílů: Kill Bill s premiérou na podzim 2003 a Kill Bill 2 s premiérou na jaře 2004.
Dne 2. října 2009 prohlásil Tarantino v rozhovoru pro italský televizní pořad Parla con me, že plánuje v roce 2014 natočit třetí díl. Při premiéře snímku Nespoutaný Django v prosinci 2012 však uvedl, že další díl pravděpodobně nevznikne.